# Diaporama

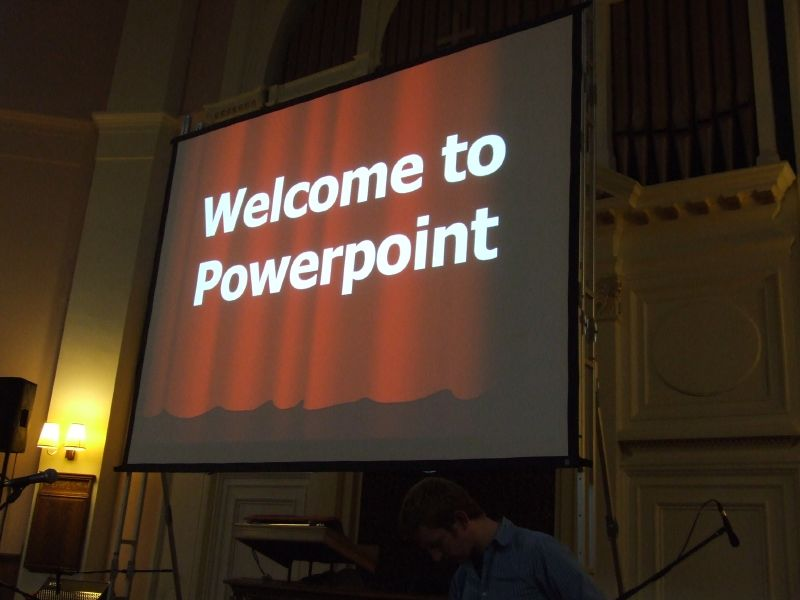
Una presentación en PowerPoint.

Diaporama es un término acuñado en Francia alrededor de los años 1950. Es una obra audiovisual consistente en la observación de un trabajo fotográfico a través de la proyección cruzada de imágenes de diapositivas sobre una o más pantallas, sincronizadas manualmente o con la ayuda de un dispositivo informático o multimedia, acompañada de una banda sonora y en algunos casos con la inclusión texto.

## Descripción
Un diaporama es una exhibición, también denominado proyección, de diapositivas. Por extensión, este término puede ser entendido como cualquier sucesión de imágenes fijas o de documentos conectados con efectos a los cuales se les puede añadir sonido.
Desde la disponibilidad de proyectores de vídeo e irrupción de la era digital, también se emplea el término diaporama para designar a la presentación almacenada en un soporte informático usando software como PowerPoint o Beamer, de Microsoft, que puede ser utilizado para apoyar conferencias profesionales, bien exhibir un espectáculo público compuesto solamente de fotografías, tener una intención didáctica en el aula o complementar exposiciones museísticas para divulgar conocimiento.
Incluso sin la proyección, los principales softwares de procesamiento de imágenes proponen que el término diaporama consiste simplemente en el hecho de hacer desfilar una selección de imágenes a pantalla completa, conocido también como presentación de imágenes.